# Babylon 5/Staffel 2
Die zweite Staffel der US-amerikanischen Fernsehserie Babylon 5 umfasst 22 Episoden. Der Titel der Staffel lautet im Original „The Coming of Shadows“ und in der deutschsprachigen Version „Schatten am Horizont“.

## Handlung
| Nr. (ges.) | Nr. (St.) | Deutscher Titel            | Originaltitel                | Erstausstrahlung USA | Deutschsprachige Erstausstrahlung (D) | Regie             | Drehbuch               | Produktions- nummer |
| --- | --------- | -------------------------- | ---------------------------- | -------------------- | ------------------------------------- | ----------------- | ---------------------- | ------------------- |
| 23 | 1         | Die Feuerprobe             | Points of Departure          | 2. Nov. 1994         | 31. Dez. 1995                         | Janet Greek       | J. Michael Straczynski | 201                 |
| Commander Sinclair wird überraschend von Babylon 5 abgezogen und ist fortan als Botschafter der Menschen auf Minbar tätig. Als neuer Kommandant der Station wird Captain John Sheridan eingesetzt. Im Krieg gegen die Minbari war es ihm als einzigem gelungen, einen feindlichen Kreuzer zu zerstören, was ihm bei den Minbari den Namen „Sternenkiller“ einbrachte. Aus diesem Grund sind einige Minbari äußerst ungehalten über Sheridans Ernennung. Er wird darüber informiert, dass sich auf der Station der Minbari Kalain aufhält. Kalain war einst zweiter Kommandant der Tragati, deren Besatzung nach der Kapitulation der Minbari ins Exil flog, da sie die Gründe für den Abbruch der Kampfhandlungen nicht nachvollziehen konnte. Kalain wird verhaftet, als er in Delenns Quartier eindringt und ihren Kokon mit einer Waffe bedroht. Lennier berichtet Sheridan daraufhin vom wahren Hintergrund der Geschehnisse im Krieg: In der finalen Schlacht entdeckten die Minbari beim Verhör von Jeffrey Sinclair, dass Menschen eine Minbari-Seele in sich tragen. Völlig verblüfft befahl der Graue Rat die sofortige Kapitulation, ließ die restliche Bevölkerung der Minbari allerdings darüber im Dunkeln. Kalain nimmt sich in der Haft das Leben, während die Tragati bei der Station eintrifft. Die Kommandantin fordert Kalains Freilassung und startet ihre Kampfflieger. Statt das Feuer zu eröffnen, kontaktiert Sheridan einen Minbari-Kreuzer, der wenig später eintrifft und die Tragati zerstört. Sheridan hat erkannt, dass die Besatzung der Tragati lediglich einen Konflikt provozieren wollte, um doch noch in Ehre sterben zu können. |           |                            |                              |                      |                                       |                   |                        |                     |
| 24 | 2         | Rückkehr der Finsternis    | Revelations                  | 9. Nov. 1994         | 7. Jan. 1996                          | Jim Johnston      | J. Michael Straczynski | 202                 |
| G'Kar stellt Nachforschungen über die Zerstörung der Narn-Basis in Quadrant 37 an (vgl. S1E22) und findet Hinweise auf eine uralte Macht, die in der Randzone der Galaxis ihre Kräfte sammelt. Die Narn entsenden daraufhin ein Schiff in diese Region. Londo informiert Morden über dieses Vorhaben. Das Schiff wird bereits von unbekannten Raumschiffen erwartet und zerstört. Garibaldi ist schwer verwundet und Franklin sieht die einzige Möglichkeit ihn zu heilen darin, das kürzlich erhaltene außerirdische Gerät (vgl. S1E21) zu verwenden, um einen Teil seiner Lebensenergie auf Garibaldi zu übertragen. Sheridan besteht darauf, dies selbst zu übernehmen. Schließlich erholt sich Garibaldi, kann sich jedoch nicht daran erinnern, wer ihn angeschossen hat. Er bittet Talia Winters ihn zu scannen, wodurch er sich wieder an den Schützen, seinen Assistenten Jack, erinnert. Jack wird verhaftet und verhört. Garibaldi vermutet die rassistische Homeguard hinter dem Anschlag, doch Jack deutet an, dass auf der Erde weit größere Dinge vor sich gehen. Kurz darauf fordert Präsident Clark, dass Jack abgeholt und zur Erde gebracht wird. Mit ihm verschwindet jeglicher Beweis für ein Attentat. Delenn ist mittlerweile aus ihrem Kokon geschlüpft und offenbart ihre neue Gestalt: Sie ist nun halb Mensch, halb Minbari und gibt an, dieser Schritt diene der Verständigung der beiden einst verfeindeten Völker. |           |                            |                              |                      |                                       |                   |                        |                     |
| 25 | 3         | Eine Frage der Farbe       | The Geometry of Shadows      | 16. Nov. 1994        | 14. Jan. 1996                         | Mike Vejar        | J. Michael Straczynski | 203                 |
| Auf Babylon 5 kommt es zu Schlägereien zwischen Angehörigen vom Volk der Drazi. Sie folgen einem alten Ritual, wonach jeder Drazi durch Zufall einen grünen oder purpurnen Schal erhält. Die beiden Fraktionen bekämpfen sich und die Sieger übernehmen zeitweise die Herrschaft. Ivanova übernimmt die Aufgabe, den Streit zu schlichten. Zunächst von wenig Erfolg gekrönt, wird sie sogar selbst verletzt. Die Auseinandersetzungen eskalieren, als die grünen Drazi anfangen, ihre Gegner umzubringen. Sie nehmen Ivanova gefangen und locken die purpurnen Drazi in einen Bereich der Station, von dem aus sie diese ins Weltall stoßen wollen. Garibaldi kann Ivanova befreien und bevor es zur Katastrophe kommt, entreißt Ivanova dem Anführer der grünen Drazi seinen Schal. Zu ihrer Überraschung ist sie dadurch nun selbst die Anführerin und kann den Streit leicht beenden. Drei Technomagier kommen auf die Station; Angehörige eines Ordens von Individuen, die hochentwickelte Technik nutzen, die wie Magie erscheint. Londo will die Gelegenheit nutzen und ihre Gunst erwerben, um sein eigenes Ansehen zu verbessern. Die Technomagier weisen ihn jedoch mit Nachdruck ab und prophezeien ihm eine Zukunft, in der er für großes Leid von vielen Menschen verantwortlich sein wird. |           |                            |                              |                      |                                       |                   |                        |                     |
| 26 | 4         | Rettet die Cortez!         | A Distant Star               | 23. Nov. 1994        | 21. Jan. 1996                         | Jim Johnston      | D. C. Fontana          | 204                 |
| Die Besatzung des Forschungsschiffes Cortez, angeführt von Captain Jack Maynard, macht Zwischenstopp auf Babylon 5. Maynard erzählt von merkwürdigen Vorgängen in den Randgebieten der Galaxis und der Begegnung mit einem unheimlichen, schwarzen Raumschiff. Kurz nachdem die Cortez zu einer neuen Mission aufbricht, kommt es im Hyperraum zu einem Unfall, wodurch das Schiff ohne Navigationssysteme vom Leitstrahl abdriftet. Sheridan startet eine nie dagewesene Rettungsaktion: Kampfflieger sollen vom Hyperraumsprungtor beginnend eine Kette bis zur Cortez bilden und diese sicher zurück geleiten. Bei der Aktion taucht erneut ein riesiges schwarzes Raumschiff auf und rammt einen der Kampfflieger. Einem anderen Piloten, Warren Keffer, gelingt es dennoch, der Cortez den Weg zu weisen. Keffer nimmt sich von nun an vor, nach dem mysteriösen Schiff zu suchen. |           |                            |                              |                      |                                       |                   |                        |                     |
| 27 | 5         | Der unsichtbare Feind      | The Long Dark                | 30. Nov. 1994        | 28. Jan. 1996                         | Mario Di Leo      | Scott Frost            | 205                 |
| Ein altes Raumschiff der Menschen, das aus einer Zeit stammt, in der noch keine Reisen im Hyperraum möglich waren, wird bei Babylon 5 geborgen. An Bord befinden sich seit etwa einhundert Jahren ein Mann und eine Frau in Kälteschlafeinheiten. Während die Frau noch am Leben ist und sich erst langsam an die neue Zeit gewöhnen muss, fehlen dem Mann sämtliche Organe. Währenddessen wird der Obdachlose Amis auf der Station von extremen Ängsten vor einer großen, sich nähernden Gefahr geplagt. Als er dies lautstark verkündet, wird Garibaldi auf ihn aufmerksam. Amis erzählt, dass er im Krieg gegen die Minbari eine Begegnung mit einem „Soldaten der Finsternis“ hatte, der seine Kameraden tötete und vorübergehend von ihm Besitz ergriff. Dieser Soldat befinde sich nun auf der Station. Da Amis noch immer eine geistige Verbindung zu dem Wesen hat, kann er Garibaldis Männer zu ihm führen, die es schließlich töten. Es stellt sich heraus, dass der Soldat der Finsternis mit dem alten Schiff in die Randzone der Galaxis unterwegs war. G'Kar findet in seinen religiösen Büchern eintausend Jahre alte Aufzeichnungen über das Wesen. |           |                            |                              |                      |                                       |                   |                        |                     |
| 28 | 6         | Freiheit für den Mars!     | Spider in the Web            | 7. Dez. 1994         | 4. Feb. 1996                          | Kevin G. Cremin   | Larry DiTillio         | 206                 |
| Taro Isogi, ein alter Freund von Talia Winters, will sich auf Babylon 5 mit Amanda Carter treffen. Carter ist eine Abgesandte der provisorischen Regierung der Marskolonie und beide wollen über friedliche Wege zur Unabhängigkeit der Marsianer von der Erde verhandeln. Bevor es dazu kommt, wird Isogi jedoch von einem Agenten der Geheimorganisation „Büro 13“ ermordet. Schließlich erhält er auch den Auftrag die Zeugin des Attentats, Talia Winters, zu töten. Als er Talia angreift, sieht sie in seinen Gedanken nur Bilder aus dem Cockpit eines Kampffliegers, der zerstört wird; jedoch keinerlei Emotionen. Der Angreifer hält inne und Winters kann entkommen. Garibaldi identifiziert ihn als Abel Horn, ein Angehöriger der militanten Unabhängigkeitsbewegung „Freiheit für den Mars“, der allerdings als verstorben gilt. Sheridan findet heraus, dass Horn ein Computerchip ins Gehirn gepflanzt wurde, als er im Sterben lag, und nun die Kontrolle über ihn hat. Durch den telepathischen Kontakt zu Winters erlangt Horn kurzzeitig sein Bewusstsein zurück. Als er wieder auf Winters trifft, will er von ihr wissen, was passiert ist. Winters scannt ihn und sieht Mitglieder des Psi-Corps, die eine Operation an ihm durchführen. Schließlich verliert Horn wieder die Kontrolle über sich und wird von Sicherheitsleuten erschossen. Sein Körper leitet eine Selbstzerstörung ein und mit der Explosion verschwinden alle Beweise. Sheridan stellt Nachforschungen über Büro 13 an. Es handelt sich um eine streng geheime Abteilung der Erd-Regierung, die deren Interessen auch mit illegalen Methoden durchsetzt. |           |                            |                              |                      |                                       |                   |                        |                     |
| 29 | 7         | Drei Frauen für Mollari    | Soul Mates                   | 14. Dez. 1994        | 18. Feb. 1996                         | John C. Flinn III | Peter David            | 208                 |
| Londo lädt seine drei Ehefrauen Daggair, Mariel und Timov auf die Station ein und kündigt an, nur eine von ihnen behalten zu wollen. Die anderen beiden verlieren alle mit der Ehe verbundenen Vorteile. Während Daggair und Mariel Londo infolge dessen heftig umschmeicheln, macht Timov kein Geheimnis daraus, dass sie nicht das Geringste für Londo empfindet. Mariel kauft eine Centauri-Statue als Geschenk für Londo. Die Statue entpuppt sich als Falle für Centauri, wodurch Londo so schwer verletzt wird, dass ihn lediglich eine Bluttransfusion retten kann. Daggair und Mariel nehmen Londos Tod in der Hoffnung auf ein Erbe billigend in Kauf. Lediglich Timov erklärt sich zur Spende bereit, bittet aber darum, dass Londo dies nicht erfährt. Schließlich entscheidet sich der wieder gesundete Londo für Timov als seine einzige Ehefrau, da er bei ihr stets genau wisse, woran er sei. Der Händler, der Mariel die Statue verkaufte, bezog diese kurz vorher von einem Matthew Stoner; ein ehemaliger Ehemann von Talia Winters. Stoner war beim Psi-Corps, hat aber scheinbar seine telepathischen Kräfte verloren und das Corps verlassen. Er hat jedoch die Fähigkeit, andere Menschen zu manipulieren, was er bei seiner Festnahme zu seinem Vorteil nutzt. Als er dabei ist, die Station mit Talia zu verlassen, die er ebenfalls beeinflusst, kann Garibaldi ihn überwältigen. Sheridan wurde zwischenzeitlich vom Psi-Corps aufgefordert, Stoner freizulassen. Er vermutet, dass Stoner durch Experimente des Corps zu einem Empathen wurde. Da man ihm im Zusammenhang mit der Statue keine Absicht nachweisen kann, wird er von der Station geleitet. Ob die Statue zufällig an Londo geriet, oder es sich um eine Attentat handelte, bleibt unklar. |           |                            |                              |                      |                                       |                   |                        |                     |
| 30 | 8         | Der Gedankenpolizist       | A Race Through Dark Places   | 25. Jan. 1995        | 11. Feb. 1996                         | Jim Johnston      | J. Michael Straczynski | 207                 |
| Der Psi-Polizist Alfred Bester hat Hinweise darauf, dass eine Untergrundorganisation, die Telepathen bei der Flucht aus dem Psi-Corps hilft, von Babylon 5 aus agiert. Sheridan sagt Bester seine volle Unterstützung bei der Suche zu. Als sich Bester mit Talia Winters trifft, lauern die abtrünnigen Telepathen ihm bereits auf. Es kommt zu einem Schusswechsel und Winters wird entführt. Die Kidnapper erzählen ihr von ihren traumatischen Erfahrungen mit dem Psi-Corps, wodurch Winters’ Zweifel an dieser Organisation verstärkt werden. Die Abtrünnigen suchen das Gespräch und führen Sheridan in ihr Versteck. Dort erfährt er, dass Dr. Franklin die Organisation ebenfalls unterstützt. Kurz darauf spürt auch Bester das Versteck auf. Es kommt zu einer Schießerei, bei der scheinbar alle abtrünnigen Telepathen getötet werden. Bester verlässt die Station. Es stellt sich heraus, dass die Telepathen zusammen mit Winters Bester mit einer Gedankenprojektion täuschten – in Wirklichkeit sind alle noch am Leben. Sie betonen jedoch, dass Winters dabei den Ausschlag gegeben habe und die anderen dies bei einem so starken Telepathen wie Bester nie geschafft hätten. Das Geschenk, das sie einst von Jason Ironheart erhielt (vgl. S1E6), müsse somit weit mehr beinhalten, als Winters ahne. |           |                            |                              |                      |                                       |                   |                        |                     |
| 31 | 9         | Schatten am Horizont       | The Coming of Shadows        | 1. Feb. 1995         | 25. Feb. 1996                         | Janet Greek       | J. Michael Straczynski | 209                 |
| Centauri-Imperator Turhan kündigt einen Besuch auf Babylon 5 an. G'Kar und die Narn-Regierung wollen die Gelegenheit für einen Mordanschlag nutzen. Londo erhält Besuch von Lord Refa, einem einflussreichen Centauri, der plant, Turhan zu stürzen und Londo in dieses Komplott zu involvieren. Bevor G'Kar sein Attentat ausführen kann, erleidet Turhan einen Herzanfall und wird sofort ins Medlab gebracht. Er liegt im Sterben und bittet Franklin, G'Kar noch eine Botschaft zu überbringen: Der Imperator entschuldigt sich für die Grausamkeiten, die die Centauri den Narn angetan haben und möchte das Unrecht wieder gut machen. G'Kar ist äußerst überrascht. Refa sieht die Zeit für die Machtübernahme gekommen, ihm fehlt lediglich noch eine Machtdemonstration, um die anderen Häuser der Centauri zu beeindrucken. Zu diesem Zweck wendet sich Londo an Morden und bittet ihn, sich um eine Narn-Basis im Sektor 14 zu kümmern. Refa soll lediglich einige Schiffe dorthin entsenden. So nehmen die Geschehnisse ihren Lauf. Während G'Kar nichtsahnend Londo die Hand zur Versöhnung reicht, wird die Narn-Basis von den mächtigen fremden Schiffen zerstört. Daraufhin werden Refas Schiffe im Sektor angetroffen und die Narn erklären den Centauri den Krieg. Refa lässt auf Centauri Prime den Turhan-treuen Premierminister Malachi ermorden. Ein neuer Imperator, dem Refa nahesteht, übernimmt die Macht. Garibaldi erhält zwischenzeitlich eine Nachricht von Jeffrey Sinclair. Sein alter Freund warnt ihn vor einem bevorstehenden Krieg und offenbart, dass er nicht nur Botschafter der Menschen auf Minbar ist, sondern auch der Anführer der Rangers (auch Anla-shok), eine Armee von Menschen und Minbari. Er rät Garibaldi, sich vor „den Schatten“ zu hüten und Kontakt zu den Vorlonen zu halten. |           |                            |                              |                      |                                       |                   |                        |                     |
| 32 | 10        | Die Schlacht um Matok      | Gropos                       | 8. Feb. 1995         | 3. März 1996                          | Jim Johnston      | Larry DiTillio         | 210                 |
| Die 365. Infanteriedivision der Erdstreitkräfte, angeführt von General Richard Franklin, Vater von Stephen Franklin, macht mit 25000 Personen Zwischenstopp auf der Station. Die Soldaten werden über die eigentliche Mission zunächst nicht informiert; der General bespricht lediglich mit dem Kommandostab von Babylon 5 das geplante Vorgehen: Auf dem Planeten Akdor herrscht Bürgerkrieg. Die Erdstreitkräfte sollen einschreiten und die schwere Festung Matok einnehmen. Die Einquartierung der Truppen stellt die Station vor eine große logistische Herausforderung. Warren Keffer etwa muss sich sein Quartier mit zwei Soldaten teilen, freundet sich aber bald mit ihnen an. Auch Garibaldi macht Bekanntschaft mit Private Elizabeth Durman, die auf einen One-Night-Stand aus ist, was Garibaldi aber ablehnt. Stephen Franklin spricht sich nach früheren Differenzen mit seinem Vater aus. Einige Soldaten sorgen hingegen auch für reichlich Ärger. Als in einer Bar eine Massenschlägerei ausbricht, wird der Abzug der Division nach Akdor verkündet. Matok kann schließlich unter schweren Verlusten erobert werden. Unter den Opfern sind auch Durman und Keffers vorübergehende Zimmergenossen. |           |                            |                              |                      |                                       |                   |                        |                     |
| 33 | 11        | Alarm in Sektor 92         | All Alone in the Night       | 15. Feb. 1995        | 10. März 1996                         | Mario Di Leo      | J. Michael Straczynski | 211                 |
| Im Sektor 92 gehen seltsame Dinge vor sich, weshalb eine Aufklärungseinheit von Babylon 5 dorthin entsandt wird, an der Sheridan persönlich teilnimmt. Als plötzlich ein unbekanntes Schiff aus dem Hyperraum springt, werden alle Piloten getötet, nur Sheridan wird von den Fremden entführt. An Bord des Schiffes werden Experimente an ihm durchgeführt und er muss gegen einen Drazi und einen Narn kämpfen, deren Gedanken kontrolliert werden. Der Drazi tötet sich selbst, doch bei dem Narn gelingt es Sheridan, die Gedankenkontrolle zu unterbrechen. Gemeinsam beschließen die beiden zu fliehen. Delenn erfährt unterdessen, dass sie vom Grauen Rat ausgeschlossen wird, da sie nach ihrer Verwandlung keine Minbari mehr sei. Ihren Platz im Rat hat Neroon eingenommen. Damit hat die Kriegerkaste erstmals ein Übergewicht im Rat, was Delenn äußerst erzürnt. Bei ihrer Rückkehr erfährt Delenn von Sheridans Entführung und hat das Volk der Stribes in Verdacht, mit denen die Minbari bereits Erfahrungen gemacht haben. Das Schiff der Stribes wird daraufhin bis zu deren Heimatwelt verfolgt und zerstört, wobei Sheridan und der Narn gerettet werden. Sheridan erhält auf Babylon 5 Besuch von General William Hague, einem Mitglied der Joint Chiefs of Staff der Erdstreikkräfte. Hague vertraut ihm an, dass er nach Beweisen für die Hintergründe des Attentates auf den ehemaligen Präsidenten Santiago sucht und er dabei Präsident Clark und das PSI-Corps verdächtigt. Er bittet Sheridan, ihm bei der Aufklärung zu helfen. Sheridan willigt ein und weiht anschließend Ivanova, Garibaldi und Franklin in seine Pläne ein, die sich alle bereiterklären, ihn zu unterstützen. |           |                            |                              |                      |                                       |                   |                        |                     |
| 34 | 12        | Auf dem Pulverfass         | Acts of Sacrifice            | 22. Feb. 1995        | 17. März 1996                         | Jim Johnston      | J. Michael Straczynski | 212                 |
| G'Kar sucht Verbündete im Krieg gegen die Centauri, die mittlerweile auch zivile Ziele der unterlegenen Narn angreifen. Die Erd-Regierung verweigert jegliche Einmischung und auch die Minbari wollen nicht militärisch eingreifen. Delenn bietet jedoch humanitäre Hilfe an. Auf der Station kommt es ebenfalls zu Konflikten: Ein Centauri wird ermordet und mehrere Narn planen eine größere Aktion gegen ihre Gegner. G'Kar greift im letzten Moment ein und versucht den Frieden auf Babylon 5 zu wahren. Na'Toth übergibt den Mörder des Centauri an den Sicherheitsdienst; doch Londo ist nicht an einem Prozess interessiert und verlangt nur, dass der Narn der Station verwiesen wird. Londo ist zu sehr mit sich selbst beschäftigt: Alle Leute scheinen nun Angst vor ihm zu haben oder umschmeicheln ihn lediglich aufgrund seines wachsenden Einflusses. Ivanova muss diplomatisches Geschick beweisen, als ein Vertreter der Lumati auf Babylon 5 eintrifft und über ein potentielles Bündnis mit der Erde entscheidet. Als er sich bereit erklärt, das Bündnis einzugehen, verlangt er von Ivanova, dass sie in der Tradition der Lumati zum Abschluss des Vertrages mit ihm schläft. Völlig überrumpelt verschafft sich Ivanova Zeit und hat eine Idee: Da der Lumati den Liebesakt der Menschen nicht kennt, führt sie vor ihm einen wilden Tanz auf. Sichtlich irritiert zieht der Unterhändler ab, doch das Bündnis wird beschlossen. |           |                            |                              |                      |                                       |                   |                        |                     |
| 35 | 13        | Der Arzt des Präsidenten   | Hunter, Prey                 | 1. März 1995         | 24. März 1996                         | Menachem Binetski | J. Michael Straczynski | 213                 |
| Everett Jacobs, der Leibarzt des ehemaligen Vizepräsidenten Clark, flüchtet nach Babylon 5. Dort trifft auch der Geheimagent der Erdallianz, Derek Cranston, ein. Cranston behauptet, Jacobs habe streng Geheime Informationen gestohlen, die die Beziehungen der Erde zu außerirdischen Völkern erheblich beeinträchtigen könnten. Als Jacob gefälschte Papiere erwerben will, weckt er das Interesse eines Kriminellen, der Jacobs daraufhin kidnappt und bei ihm einen Datenkristall findet. Dann kontaktiert er Cranston und fordert ein Lösegeld. Sheridan wird inzwischen von der Gruppe um General William Hague kontaktiert. Er erfährt, dass Jacobs Beweise hat, dass Clark beim Anschlag auf Präsident Santiago nicht erkrankt war und somit dessen Raumschiff bewusst rechtzeitig vor der Explosion verlassen hat. Sheridan will Jacobs nun vor dem Geheimdienst finden. Garibaldi und Franklin können Jacobs Entführer überwältigen. Cranston lässt die gesamte Station nach einem ID-Chip scannen, der Jacobs implantiert wurde. Sheridan kann, mit Hilfe von Botschafter Kosh, Jacobs jedoch an Bord von Koshs organischem Raumschiff verstecken. Der Geheimagent geht davon aus, dass Jacobs die Station verlassen hat. Sheridan nimmt den Datenkristall an sich und übergibt ihn Hagues Widerstandsgruppe. Währenddessen kontaktiert Kosh Sheridan mit der Absicht, ihn auf einen „Kampf gegen Legenden“ vorzubereiten. Zu diesem Zweck soll Sheridan von Zeit zu Zeit Lektionen von Kosh erhalten. |           |                            |                              |                      |                                       |                   |                        |                     |
| 36 | 14        | Minbari lügen nicht        | There All the Honor Lies     | 26. Apr. 1995        | 31. März 1996                         | Mike Vejar        | Peter David            | 215                 |
| Auf einem Korridor wird Sheridan der Kommunikator gestohlen. Er verfolgt den Dieb und trifft auf einen Minbari, der ihn sofort angreift. Sheridan sieht eine Pistole neben sich liegen und ergreift sie. Der Angreifer ignoriert Sheridans Drohung und wird erschossen. Ein anderer Minbari, Ashan, beobachtet das Geschehen. Als Ashan von Delenn und Lennier zum Vorfall befragt wird, sagt dieser aus, dass Sheridan den Minbari grundlos erschoss. Sheridan bezichtigt ihn der Lüge, doch Delenn wendet ein, dass Minbari angeblich niemals lügen. Allerdings stellt sich heraus, dass Minbari dies durchaus tun, und zwar, um andere Minbari zu schützen. Lennier setzt seine Nachforschungen indes fort und begegnet Ashan, der sich mit dem Dieb des Kommunikators trifft. Ashan gesteht Lennier, der das Gespräch heimlich aufzeichnet, dass es sich um eine Verschwörung innerhalb seines Clans, zu dem auch Lennier gehört, handelt. Sheridan möchte vermeiden, dass durch das Geständnis Lenniers Clan entehrt wird. Er fordert, dass Ashan nur das aussagt, was er tatsächlich gesehen hat, während die wahren Hintergründe im Dunkeln bleiben. Derweil sorgt ein Souvenirladen, unter anderem mit Action-Figuren von Londo, für Aufsehen. Sheridan lässt das Geschäft schließen und erhält außerdem eine weitere geheimnisvolle Lektion von Kosh. |           |                            |                              |                      |                                       |                   |                        |                     |
| 37 | 15        | 36 Stunden auf Babylon 5   | And Now For a Word           | 3. Mai 1995          | 14. Apr. 1996                         | Mario Di Leo      | J. Michael Straczynski | 214                 |
| Der Fernsehsender der Erdallianz, Interstellar Network (ISN), schickt ein Team für eine Reportage mit dem Titel „36 Stunden auf Babylon 5“ auf die Station. Schon bei der Ankunft kommt es zu einem Zwischenfall: Vor der Station wird ein Centauri-Schiff von einem Narn-Schiff zerstört. Londo spricht im Interview von einem unprovozierten Angriff. G'Kar hält dagegen, dass das Centauri-Schiff Massenvernichtungswaffen transportiert habe. Dies wird vom späteren Untersuchungsbericht bestätigt. Sheridan ordnet an, dass von nun an alle Centauri-Handelsschiffe bei Babylon 5 nach ähnlichen Waffen durchsucht werden sollen. Londo sieht die Hoheitsrechte der Centauri verletzt. Ein Centauri-Schlachtkreuzer erscheint und bedroht die Station. Sheridan erkennt jedoch, dass die Centauri nur bluffen. Plötzlich taucht ein Kreuzer der Narn auf und zerstört das Centauri-Schiff, wird dabei aber so schwer beschädigt, dass er ebenfalls explodiert. Das Fernsehteam interviewt verschiedene Stationsmitarbeiter zu ihrer Arbeit und fragt, ob die Station dies alles Wert sei; was von den meisten bejaht wird. Es wird jedoch deutlich, dass der öffentliche Zuspruch für Babylon 5 auf der Erde abnimmt. |           |                            |                              |                      |                                       |                   |                        |                     |
| 38 | 16        | Das Geheimnis von Z'ha'dum | In the Shadow of Z'ha'dum    | 10. Mai 1995         | 28. Apr. 1996                         | David J. Eagle    | J. Michael Straczynski | 217                 |
| Sheridans Frau Anna war Archäologin, die einst mit dem Forschungsschiff Icarus aufbrach, um die Randzone der Galaxis zu erforschen. Es gab jedoch einen Unfall und kein Besatzungsmitglied kehrte je zurück. Als sich Sheridan Unterlagen über die Icarus ansieht, erkennt Garibaldi eines der Expeditionsmitglieder: Es ist Morden. Sheridan lässt Morden verhaften und verhört ihn persönlich. Er möchte unbedingt herausfinden, was passiert ist und wieso Morden noch lebt. Garibaldi ist darüber erzürnt, da es rechtlich gesehen keinen Grund gibt, Morden festzuhalten. Aus Protest tritt er von seinem Posten als Sicherheitschef zurück und sein Stellvertreter Zack Allen übernimmt. Auch als Vir Cotto fordert, Morden freizulassen, da er ein Gast der Centauri-Republik sei, lässt Sheridan nicht locker. Morden bleibt beharrlich bei seiner Version, es habe einen Unfall gegeben und er könne sich als einziger Überlebender nicht mehr erinnern. Sheridan führt Morden mit Talia Winters zusammen, die kurzzeitig seltsame Kreaturen neben Morden wahrnimmt und zusammenbricht. Schließlich bitten auch Delenn und Kosh darum, dass Morden sofort freigelassen wird; doch Sheridan verlangt eine Erklärung. Delenn und Kosh zeigen Sheridan die wahren Hintergründe: Die Crew der Icarus erforschte einen Planeten namens Z'ha'dum und trafen dort auf ein uraltes Volk, genannt die Schatten. Die Menschen, die den Schatten nicht dienen wollten, wurden getötet. Würde Sheridan die Wahrheit aus Morden herausbekommen, würden die Schatten, die bislang im Verborgenen ihre Kräfte sammeln, sofort losschlagen. Für diesen Krieg seien die übrigen Völker noch nicht bereit. Sheridan gibt nach. Bevor er Morden freilässt, sieht er mittels Manipulation der Überwachungskameras ebenfalls kurz zwei dunkle Kreaturen. Garibaldi tritt seinen Posten aufgrund der Freilassung wieder an. Sheridan wendet sich mit der Bitte an Kosh, ihn im Kampf gegen die Schatten zu unterrichten. Eines Tages wolle er nach Z'ha'dum fliegen und sie vernichten. Kosh ist bereit zu helfen, doch warnt, dass Sheridan auf Z'ha'dum den Tod finden wird. Zwischenzeitlich wirbt Nightwatch, eine neugegründete Organisation auf der Erde, auf Babylon 5 Mitglieder an. Diese sollen eine Armbinde tragen, ihre Mitmenschen beobachten und Verdächtiges melden. Dafür erhalten sie einen kleinen Zusatzlohn. Zack Allen schließt sich des Geldes wegen an. |           |                            |                              |                      |                                       |                   |                        |                     |
| 39 | 17        | Duell unter Freunden       | Knives                       | 17. Mai 1995         | 21. Apr. 1996                         | Stephen L. Posey  | Larry DiTillio         | 216                 |
| Londo erhält Besuch von seinem alten Freund Urza Jaddo. Er erzählt Londo, dass er auf Centauri Prime infolge des Machtwechsels (vgl. S2E09) in Ungnade gefallen ist und bald als Verräter der Republik verurteilt werden soll. Londo verspricht ihm, sich für ihn einzusetzen und kontaktiert daraufhin Lord Refa, der die Resolution gegen Ursa zu verantworten hat. Refa will daran jedoch nichts ändern. Ursa zeigt sich entsetzt über die Verbindung von Londo und Refa und fordert Londo zum Duell auf Leben und Tod heraus. Londo muss akzeptieren und gewinnt den Kampf. Gemäß den Traditionen der Centauri, muss sich Londo nun um Ursas Familie kümmern – die durch dessen Opfer nun in Sicherheit ist. Sheridan entdeckt unterdessen auf der untersten Ebene der Station einen leblosen Markab, der plötzlich nach Sheridan greift und dann wieder regungslos bleibt. Bald darauf wird Sheridan von Halluzinationen geplagt, die sich mit der Zeit verschlimmern. Garibaldi findet heraus, dass sich der Markab erst kürzlich in Sektor 14 aufhielt, wo Babylon 4 in der Zeit verschwunden ist (vgl. S1E20). Sheridan begibt sich dorthin und findet eine Zeitverwerfung. Da verlässt ein Lichtwesen seinen Körper, das durch den Markab auf ihn übertragen wurde, und verschwindet in der Verwerfung. |           |                            |                              |                      |                                       |                   |                        |                     |
| 40 | 18        | Das Ende der Markab        | Confessions and Lamentations | 24. Mai 1995         | 5. Mai 1996                           | Kevin G. Cremin   | J. Michael Straczynski | 218                 |
| Auf Babylon 5 gibt es auffallend viele Todesfälle unter den Markab. Lazarenn, ein Markab-Arzt, erlaubt seinem guten Bekannten Dr. Franklin zunächst nicht, Autopsien durchzuführen. Als ein Transportschiff mit hunderten toten Markab geborgen wird, bricht Lazarenn sein Schweigen: Unter den Markab ist eine verheerende Seuche mit dem Namen Drafa ausgebrochen. Bei seinem Volk gilt die Krankheit als Strafe für einen unmoralischen Lebenswandel, wodurch die Eindämmung der Seuche erschwert wird, da kaum ein Markab zugeben möchte, infiziert zu sein. Während Franklin mit Lazarenn, der schon bald selbst erkrankt, nach einem Heilmittel sucht, haben andere Bewohner der Station Angst, dass die Krankheit auch sie befallen könnte. Infolgedessen kommt es zu Angriffen auf die Markab, die sich schließlich in eine selbst auferlegte Isolation begeben, in der Hoffnung, dass die Seuche an ihnen vorübergeht. Nachdem auch einige Pak'ma'ra an Drafa erkranken, kann Franklin schließlich ein Heilmittel entwickeln. Doch es ist zu spät: Alle Markab in der Isolation sind gestorben. Nach Berichten von der Markab-Heimatwelt, ist das gesamte Volk der Seuche zum Opfer gefallen. |           |                            |                              |                      |                                       |                   |                        |                     |
| 41 | 19        | Verräter ohne Schuld       | Divided Loyalties            | 11. Okt. 1995        | 12. Mai 1996                          | Jesus Trevino     | J. Michael Straczynski | 220                 |
| Lyta Alexander, eine Telepathin, die früher bereits auf Babylon 5 arbeitete, kommt auf die Station. Inzwischen ist sie auf der Flucht vor dem PSI-Corps und warnt den Führungsstab. Demnach befindet sich ein Verräter auf Babylon 5, der jedoch nichts von dieser Rolle weiß. Die Person trägt eine vom PSI-Corps implantierte zweite Persönlichkeit in sich, die immer mithört und erst aktiviert wird, wenn ein bestimmtes Passwort gesendet wird. Da Alexander das Passwort kennt, sollen alle Mitglieder der Führungsebene überprüft werden. Dies bleibt zunächst ohne Erfolg und Ivanova weigert sich, dass Alexander in ihre Gedanken eindringt. Sie verrät Sheridan den Grund: Als Kind nahm sie telepathischen Kontakt mit ihrer Mutter auf, die ebenfalls Telepathin war. Sie hat daher Angst, dass ihre schwachen telepathischen Fähigkeiten vom PSI-Corps entdeckt werden. Durch Zufall trifft Alexander dann auf Talia Winters und sendet ihr das Passwort. Daraufhin wird die zweite Persönlichkeit in Winters aktiviert, die sich als äußerst aggressiv und herablassend erweist, während die alte Talia Winters offenbar komplett gelöscht wurde. Winters verlässt die Station Richtung Erde. Das PSI-Corps möchte vermeiden, dass etwas über die Sache bekannt wird. |           |                            |                              |                      |                                       |                   |                        |                     |
| 42 | 20        | Die Armee des Lichts       | The Long, Twilight Struggle  | 18. Okt. 1995        | 19. Mai 1996                          | John C. Flinn III | J. Michael Straczynski | 219                 |
| Im Krieg gegen die Centauri sind die Narn nach wie vor unterlegen. In ihrer Verzweiflung planen sie, die Centauri-Nachschubbasis Gorash 7 anzugreifen, wodurch allerdings ihre Heimatwelt durch die abgezogenen Truppen geschwächt wird. Der Plan bleibt den Centauri nicht verborgen, weshalb Lord Refa eine Gegenstrategie entwickelt: Londos „Partner“ sollen die Narn-Flotte bei Gorash 7 erwarten, während die Centauri den Heimatplaneten der Narn mit Massenvernichtungswaffen, sogenannten Massebeschleunigern, bombardieren. Londo zögert zunächst doch stimmt schließlich zu, wodurch die Dinge ihren Lauf nehmen. Nach tagelangem Bombardement des Planeten der Narn, kapitulieren diese bedingungslos und beugen sich der erbarmungslosen Besatzung durch die Centauri. G'Kar ist nun nicht mehr rechtmäßiger Vertreter der Narn auf Babylon 5, doch Sheridan gewährt ihm Asyl. Dadurch kann G'Kar nicht nach Centauri-Prime überstellt werden, um verurteilt zu werden, wie von Londo gefordert. In Vorbereitung auf den bevorstehenden Kampf gegen die Finsternis informiert Delenn Sheridan über die Existenz der Rangers und überträgt einen Teil ihrer Befehlsgewalt über diese „Armee des Lichts“ auf Sheridan. |           |                            |                              |                      |                                       |                   |                        |                     |
| 43 | 21        | Das Verhör des Inquisitors | Comes the Inquisitor         | 25. Okt. 1995        | 2. Juni 1996                          | Mike Vejar        | J. Michael Straczynski | 221                 |
| Botschafter Kosh informiert Delenn, dass ein Inquisitor unterwegs nach Babylon 5 ist, der prüfen soll, ob sie für den bevorstehenden Krieg bereit ist. In einem Raumschiff der Vorlonen trifft dieser kurz darauf ein. Es ist ein Mensch, in Kleidung aus dem 19. Jahrhundert, der sich Sebastian nennt. Bevor er zu Delenn gelassen wird, verlangt Sheridan einige Antworten. Er gibt an, 1888 von den Vorlonen aus London entführt worden zu sein und seither in deren Diensten zu stehen. Delenns Verhör beginnt und Sebastian wendet dabei auch Folter an. Er stellt immer die gleichen Fragen nach ihrer Identität und wirft ihr vor, sich für etwas Besseres zu halten. Lennier sucht Hilfe bei Sheridan, der daraufhin Sebastian und Delenn aufsucht. Als er den Inquisitor auffordert, das Verhör zu beenden, wird er ebenfalls gefesselt und verhört. Delenn ermahnt Sebastian von Sheridan abzulassen und stattdessen weiter sie zu foltern, was Sheridan ablehnt. Die Bereitschaft, sich für seine Mitmenschen zu Opfern, beeindruckt den Inquisitor und er lässt beide frei. Vor seinem Abflug konfrontiert Sheridan ihn mit seinen Nachforschungen: Demnach handelt es sich bei Sebastian um den Serienmörder Jack the Ripper. Sebastian bestätigt dies und er hofft, dass ihn die Vorlonen, da seine Aufgabe nun erfüllt ist, endlich sterben lassen. G'Kar bezieht auf dem Schwarzmarkt Waffen für den Aufbau einer Widerstandsbewegung gegen die Centauri auf Narn. |           |                            |                              |                      |                                       |                   |                        |                     |
| 44 | 22        | Ein Pakt mit dem Teufel    | The Fall of Night            | 1. Nov. 1995         | 9. Juni 1996                          | Janet Greek       | J. Michael Straczynsk  | 222                 |
| Zwei Abgesandte vom irdischen Ministerium für Frieden, Lantz und Welles, kommen nach Babylon 5 und wollen sich über den Krieg zwischen Narn und Centauri informieren. Welles ist außerdem eine Führungsperson von Nightwatch (vgl. S2E16). Es wird schnell klar, dass die Erde sich zugunsten der Centauri positioniert und mit diesen einen Nichtangriffspakt schließen möchte. Die Situation spitzt sich zu, als Sheridan einem Narn-Kreuzer Asyl gewährt. Durch Spitzel von Nightwatch erfahren die Centauri davon, die daraufhin ein Kriegsschiff nach Babylon 5 entsenden. Sie fordern die Herausgabe des Narn-Schiffes, was Sheridan verweigert. Das Centauri-Schiff eröffnet das Feuer auf die Station, woraufhin Sheridan es zerstören lässt. Lantz, instruiert von Präsident Clark, fordert von Sheridan eine offizielle Entschuldigung. Sheridan muss sich beugen. Auf dem Weg zu seiner Ansprache verübt ein Centauri einen Bombenanschlag auf den Zug, in dem sich Sheridan befindet. Im letzten Moment kann er aus dem Zug springen. Da er sich nahe der Rotationsachse der Station befindet, trudelt er schwerelos dem Boden entgegen. In diesem Moment verlässt Botschafter Kosh erstmals öffentlich seinen Schutzanzug. In einer engelsgleichen Erscheinung rettet er Sheridan. Währenddessen beginnen die Centauri bei ihrer aggressiven Expansion damit, auch andere Völker anzugreifen. Der Nichtangriffspakt mit der Erde wird schließlich unterzeichnet. Warren Keffer ist immer noch auf der Suche nach dem unbekannten Schiff, dem er einst im Hyperraum begegnete (vgl. S2E04). Er wird fündig, doch überlebt die Begegnung nicht. Durch eine Aufzeichnung seines Kampffliegers gelangen erstmals Bilder der mysteriösen Schiffe an die Öffentlichkeit. |           |                            |                              |                      |                                       |                   |                        |                     |